# لورا بيتس
لورا بيتس (بالإنجليزية: Laura Bates)‏ (من مواليد 27 أغسطس 1986) هي الكاتبة البريطانية النسوية. أسست موقع الويب الخاص بمشروع التحيز الجنسي اليومي في أبريل 2012. تم نشر كتابها الأول، «التمييز الجنسي اليومي» في عام 2014.

## بداية حياتها
وُلدت بيتس في أكسفورد حيث قامت والدتها بتدريس اللغة الفرنسية وأبيها كان طبيب، وترعرعت في هاكني وتونتون، ولديها أخت أكبر وأخت صغيرة. تطلّق والداها عندما كان بيتس في العشرينات من عمرها. قرأت الأدب الإنجليزي في كلية سانت جون في كامبريدج وتخرجت من جامعة كامبردج في عام 2007. ظلت بيتس في كامبريدج لمدة عامين ونصف العام كباحثة للطبيبة النفسية سوزان كويليام التي كانت تعمل على إصدار حديث من فيلم جوي الجنس.

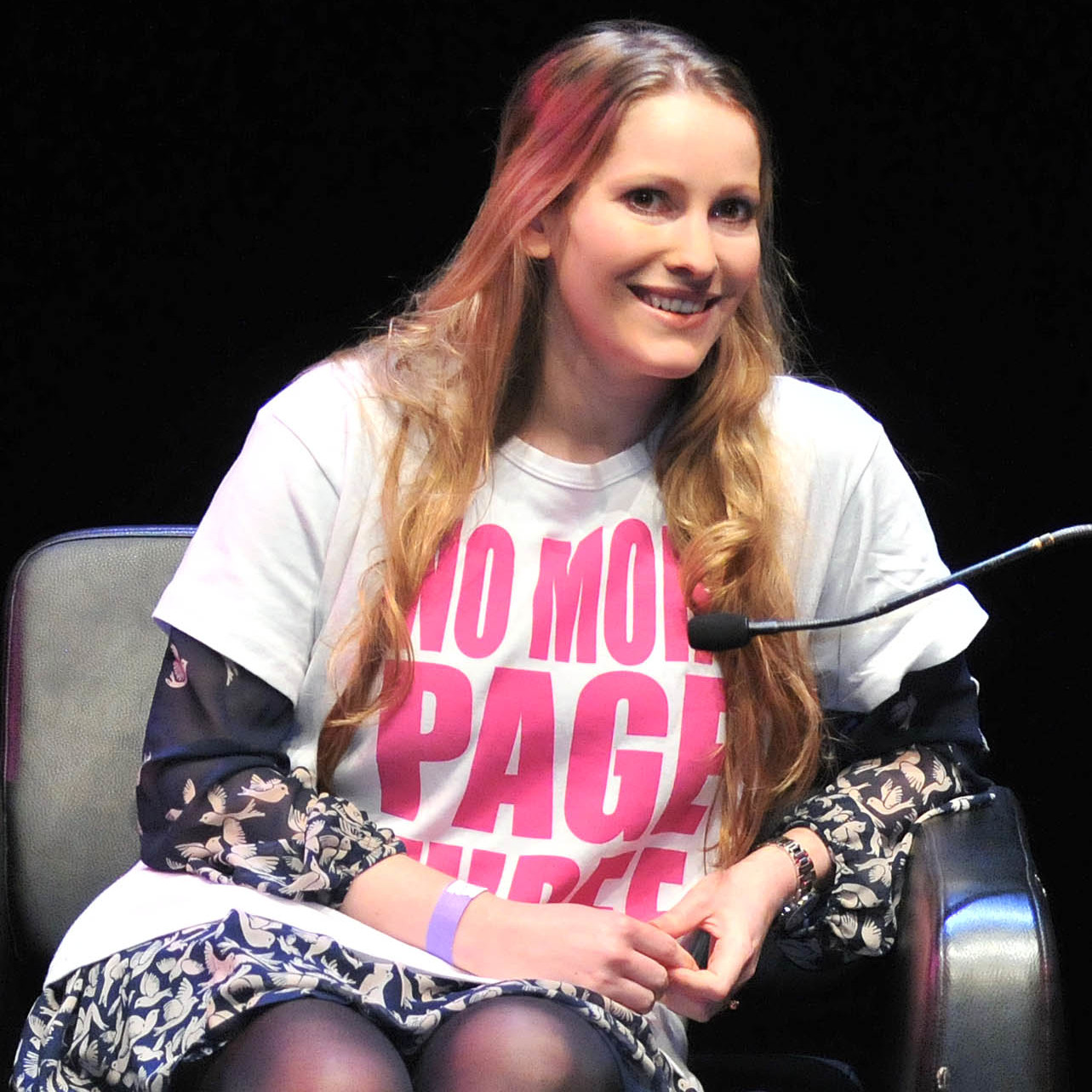
لورا بيتس في عام 2014.

## حملة حول التحيز الجنسي اليومي
عملت بيتس كممثلة ومربية، وهي فترة قالت فيها إنها عانت من التمييز الجنسي في الاختبارات، ووجدت أن الفتيات الصغيرات اللواتي كانت تعتني بهن كن مشغولات بالفعل بصورهن الجسدية. تم تأسيس موقع الويب الخاص بمشروع التحيز الجنسي اليومي في عام 2012. أخبرت بيتس الصحفية في صحيفة فاينانشيال تايمز لوسي كالاواي في عام 2014 عن «وجود رجل في سيارة يتباطأ ويقول: أنتِ تمشي هنا كل يوم أربعاء وخميس في حوالي الساعة 12، أليس كذلك» تسأل بيتس نفسها بعد ذلك:«هل هذا خطأي؟».
قالت بيتس هانا بيتس، خلال مقابلة مع صحفية من ديلي تلغراف، في أبريل 2014: «كل النسوية تعني بالنسبة لي أنه يجب معاملة الجميع بالتساوي بغض النظر عن جنسهم. علينا أن نتجاوز الحكم على النساء في مظهرهن ثم بدلًا عن ذلك نستخلاص فكرة ما عن جدول أعمالهن». وأيضًا صرحت بيتس للصحفية آنا كلاسين من موقع ديلي بيست  قائلة «يمكن أن يكون الرجل أبًا أو طبيبًا أو سياسيًا أو محامًا دون أن يكون جنسه مشكلة أو يجري التعليق عليه». وكتبت في صحيفة الغارديان «واحدة من أجمل المفاجآت كانت ردود الرأفة من الرجال». «الأمر لا يتعلق بالرجال ضد النساء، ولكن الناس ضد التحيز.»

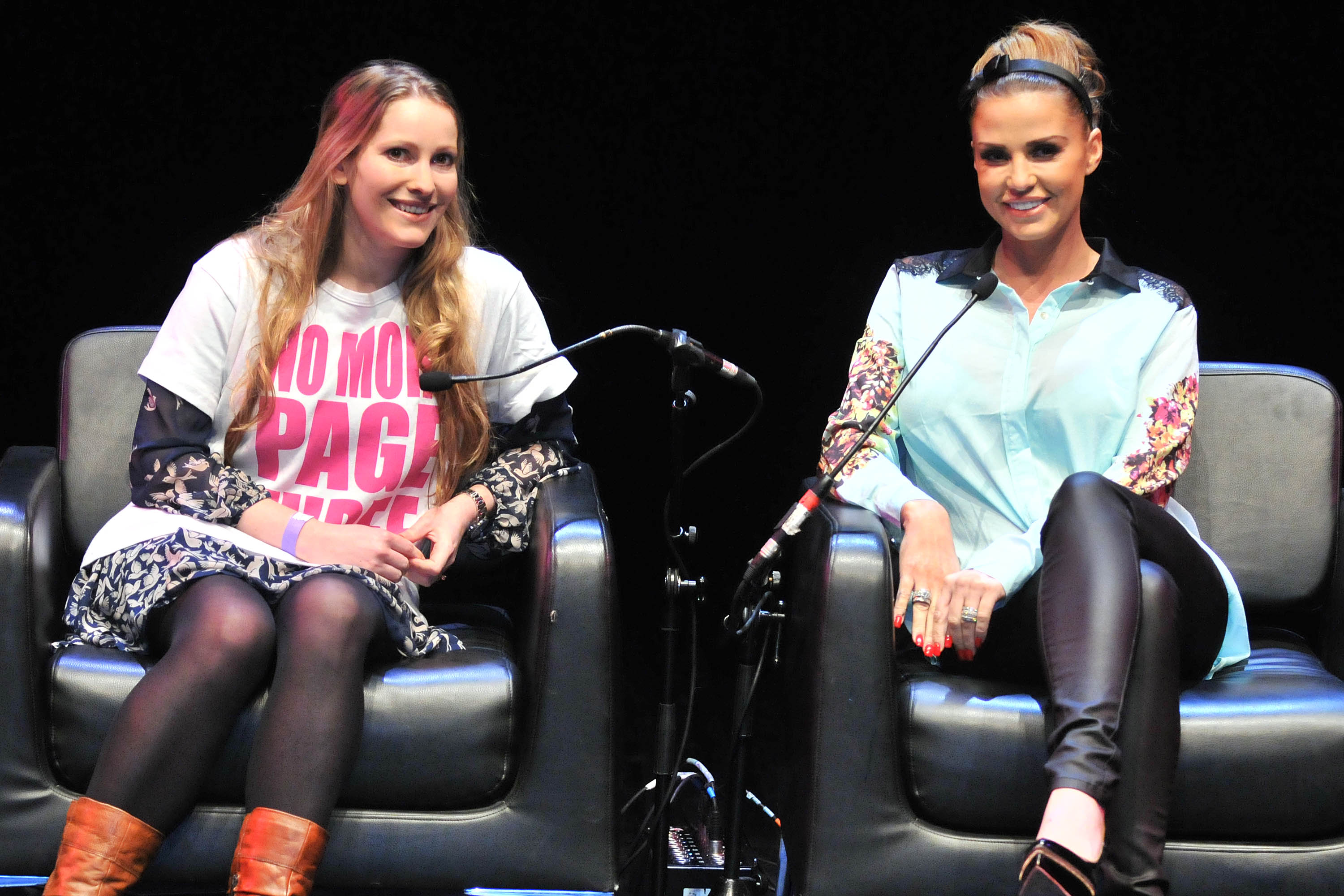
لورا بيتس وكاتي برايس في مهرجان واو 2014

في حوالي الذكرى الثالثة لموقع الويب، في أبريل 2015، بلغ التحيز الجنسي اليومي 100000 متدخل. لقد واجهت الإساءة عبر الإنترنت. وأخبرت لوسي كالاواي: "يتحدث الناس عن قتلة متسلسلين معينين يعجبون بهم ويريدون أن يحذوا حذوهم"، وعن الأسلحة المختلفة التي يتخيلونها حول استخدامها عليك وبأي ترتيب. إنها أشياء ملتوية تماماً. "
مساهمة في منشورات أخرى بالإضافة إلى «الحارس»، نُشر الكتاب الأول لـ بيتس، التحيز الجنسي اليومي، من قبل فرع لندن التابعة لشركة سايمون اند شوستر في عام 2014. تم التعاقد معها لكتابة كتابين آخرين لـ لشركة سايمون اند شوستر. هي أيضًا مساهمة في مشروع النساء تحت الحصار في نيويورك. حصلت بيتس على وسام الإمبراطورية البريطانية (BEM) في عام 2015 في عيد ميلادها تكريمًا لها من أجل تقديم الخدمات للمساواة بين الجنسين. حصلت على جائزة «نهاية المطاف الجديد النسوي»

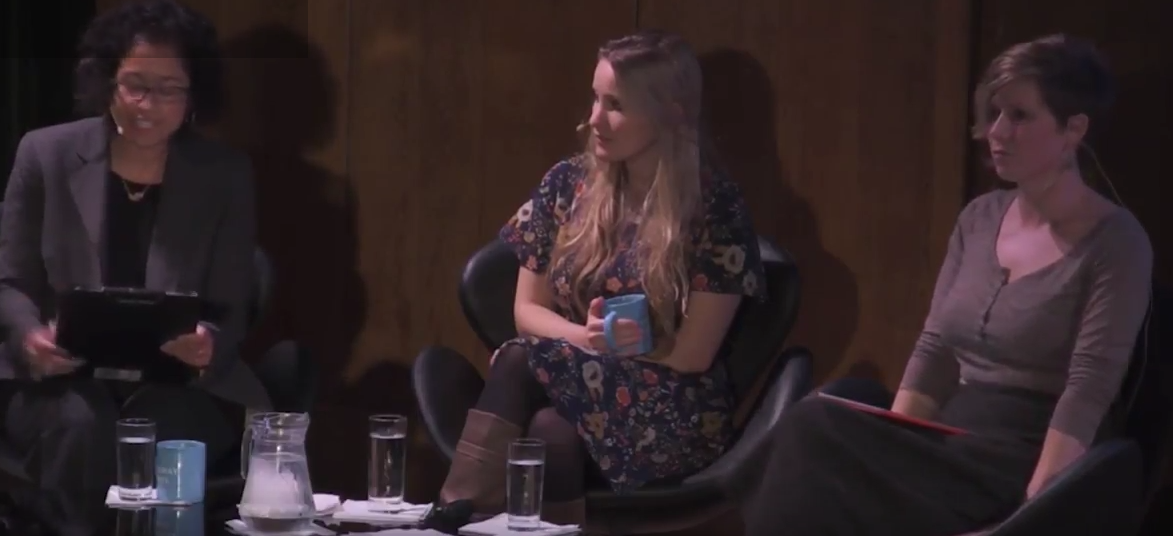

" لمجلة كوزموبولوشن في عام 2013.

## الحياة الشخصية
تزوجت بيتس نيك تايلور في عام 2014.

## المنشورات
- Everyday Sexism, 2014, Simon & Schuster ISBN 1471131572
- Girl Up, 2016, Simon & Schuster ISBN 9781471149504

## وصلات خارجية
- لورا بيتس على موقع IMDb (الإنجليزية)

- https://twitter.com/EverydaySexism
- https://www.theguardian.com/profile/laura-bates
- https://www.independent.co.uk/author/laura-bates
- http://www.womensmediacenter.com/profile/laura